# Wirwilty (gromada)
Wirwilty – dawna gromada, czyli najmniejsza jednostka podziału terytorialnego Polskiej Rzeczypospolitej Ludowej w latach 1954–1972.
Gromady, z gromadzkimi radami narodowymi (GRN) jako organami władzy najniższego stopnia na wsi, funkcjonowały od reformy reorganizującej administrację wiejską przeprowadzonej jesienią 1954 do momentu ich zniesienia z dniem 1 stycznia 1973, tym samym wypierając organizację gminną w latach 1954–1972.
Gromadę Wirwilty z siedzibą GRN w Wirwiltach utworzono – jako jedną z 8759 gromad na obszarze Polski – w powiecie bartoszyckim w woj. olsztyńskim na mocy uchwały nr 10 WRN w Olsztynie z dnia 4 października 1954. W skład jednostki weszły obszary dotychczasowych gromad Szylina Wielka i Wirwilty oraz miejscowość Skitno z dotychczasowej gromady Skitno ze zniesionej gminy Dąbrowa; ponadto obszar dotychczasowej gromady Rusajny oraz miejscowości Liski i Roskajmy z dotychczasowej gromady Roskajmy ze zniesionej gminy Sępopol – w tymże powiecie. Dla gromady ustalono 11 członków gromadzkiej rady narodowej.
Gromadę zniesiono 1 stycznia 1960, a jej obszar włączono do gromad Bartoszyce (wsie Skitno, Szylina, Szylina Mała, Szylina Wielka, Falczewo i Wirwilty oraz kolonie Grąd i Wiatrak) i Sępopol (wsie Roskajmy i Rusajny oraz PGR Liski) w tymże powiecie.